# Ирак на Светском првенству у атлетици на отвореном 2013.
Ирак је учествовао на Светском првенству у атлетици на отвореном 2013. одржаном у Москви од 10. до 18. августа седми пут. Репрезентацију Ирака представљала је једна такмичарка која се такмичила у трци на 200 метара.
На овом првенству Ирак није освојио ниједну медаљу. Није било нових националних рекорда ни личних рекорда.

## Учесници
Жене:
- Дана Хусеин — 200 м

## Резултати

### Жене
| Атлетичар   | Дисциплина | Лични рекорд | Квалификације | Квалификације | Полуфинале            | Полуфинале            | Финале                | Финале       | Детаљи |
| Атлетичар   | Дисциплина | Лични рекорд | Резултат      | Место         | Резултат              | Место                 | Резултат              | Место        | Детаљи |
| ----------- | ---------- | ------------ | ------------- | ------------- | --------------------- | --------------------- | --------------------- | ------------ | ------ |
| Дана Хусеин | 200 м      | 24,09        | 24,57         | 7 гр 6        | Није се квалификовала | Није се квалификовала | Није се квалификовала | 46 / 48 (50) |        |